# 江平 (導演)
江平（1961年9月21日—），滿族，江苏南通人，中華人民共和國導演，前中华人民共和国国家广播电影电视总局副局長，亦是中影集团副总裁。

## 生平
在2010年10月23日的第23屆東京國際影展，身為中國代表團團長的江平堅持台灣代表團必須以所謂的「中國台灣」之名，或至少比照奧運模式的「中華台北」參與綠地毯入場儀式，否則中國代表團將不參與以示抗议。台灣方面極力反對，江平帶隊離場抗議，最後陆台兩方皆缺席該儀式。為此，在台灣甚至有國民黨立委要求把江平列為永久禁止入境台灣的「不受歡迎人物」。